# AMD K7
AMD K7 ist der Codename einer Mikroarchitektur von AMD. Anders als bei den Vorgängern AMD K6 und AMD K5 nutzte AMD beim K7, ähnlich wie Intel beim Pentium, einen vollwertigen Namen – Athlon und verwandte Modelle – als Produktbezeichnung. Der Begriff K7 steht deshalb in erster Linie für die Mikroarchitektur dieser Prozessorfamilien, wird aber auch teilweise für die Prozessoren selbst genutzt.

## Technische Details

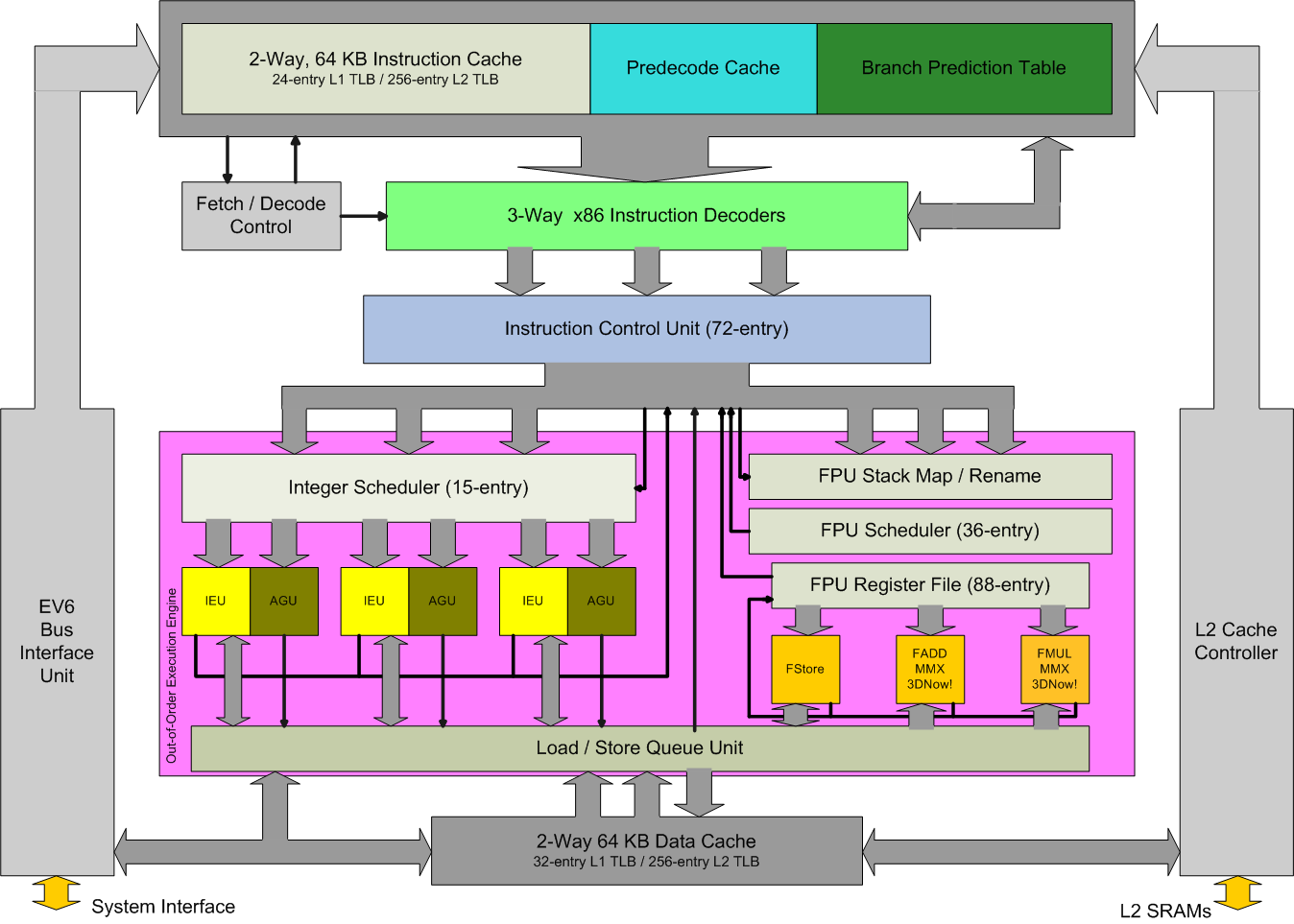
K7-Architektur

Die K7-Architektur ist AMDs erstes komplett neu entworfenes CPU-Design, sowohl was den Kern selbst als auch dessen Infrastruktur betrifft. So wurde das Busprotokoll des Alpha EV6 lizenziert, das einen wesentlich höheren Datendurchsatz beim Front Side Bus ermöglichte.
Außerdem wurde, ähnlich wie beim AMD K6-III, der L2-Cache im Prozessor integriert. Bei den ersten Modellen für den Slot A wurde dieser noch mit externen Chips auf einer Prozessorplatine zusammen mit dem eigentlichen Prozessor realisiert, später wurde er dann direkt in das Prozessor-Die integriert.
Auch die FPU wurde stark verbessert, indem die Pipeline effizienter genutzt wurde („fully pipelined“).

## Prozessoren der K7-Generation
- AMD Athlon (K7)
- AMD Athlon MP
- AMD Athlon XP
- AMD Athlon XP-M
- AMD Duron
- AMD Geode
- AMD Sempron (K7)

## Nachfolger
Die K7-Architektur legte den Grundstein für die erfolgreiche K8-Generation, deren bekanntester Vertreter der AMD Athlon 64 ist.